# Shahr International Film Festival
Le Shahr International Film Festival ou International Urban Film Festival (en persan : جشنواره بین‌المللی فیلم شهر) est un festival de cinéma qui se tient depuis 2005 à Téhéran, en Iran.

## Éditions
- 18-20 septembre 2005 : 1re édition
- 16-19 décembre 2006 : 2e édition
- 2-7 mars 2009 : 3e édition
- 8-13 mai 2011 : 4e édition
- 24 mai-2 juin 2015 : 5e édition
- 30 juillet-5 août 2017 : 6e édition
- 17-22 juillet 2019 : 7e édition